# Тимофеевское сельское поселение
Тимофеевское се́льское поселе́ние — сельское поселение в Ольгинском районе Приморского края.
Административный центр — посёлок Тимофеевка.

## История
Статус и границы сельского поселения установлены Законом Приморского края от 11 октября 2004 года № 145-КЗ «Об Ольгинском муниципальном районе»

## Население
| 2008  | 2010  | 2011  | 2012  | 2013  | 2014  | 2015  |
| ----- | ----- | ----- | ----- | ----- | ----- | ----- |
| 1248  | ↘1159 | ↘1154 | ↘1139 | ↘1075 | ↗1081 | ↘1042 |
| 2016  | 2017  | 2018  | 2019  | 2020  | 2021  |       |
| ↘1010 | ↘964  | ↘932  | ↘877  | ↘860  | ↘780  |       |

## Состав сельского поселения
В состав сельского поселения входят 2 населённых пункта:
| № | Населённый пункт | Тип населённого пункта          | Население |
| - | ---------------- | ------------------------------- | --------- |
| 1 | Нордост          | посёлок                         | ↘2        |
| 2 | Тимофеевка       | посёлок, административный центр | ↘1157     |

## Местное самоуправление
Администрация
Адрес: 692451, пос. Тимофеевка, ул. Ленина, 1-А. Телефон: 8 (42376) 9-65-16
Глава администрации
- Кучма Андрей Александрович
- с 23 сентября 2020 года [16]